# نصف جبیل
نصف جبیل (به لاتین: Nisf Jubeil) یک روستا در دولت فلسطین است که در استان نابلس واقع شده‌است. نصف جبیل ۳۹۴ نفر جمعیت دارد.